# Citroën C5 X
Citroën C5 X — среднеразмерный кроссовер-внедорожник, выпускаемый французской маркой Citroën с июня 2021 года.

## История

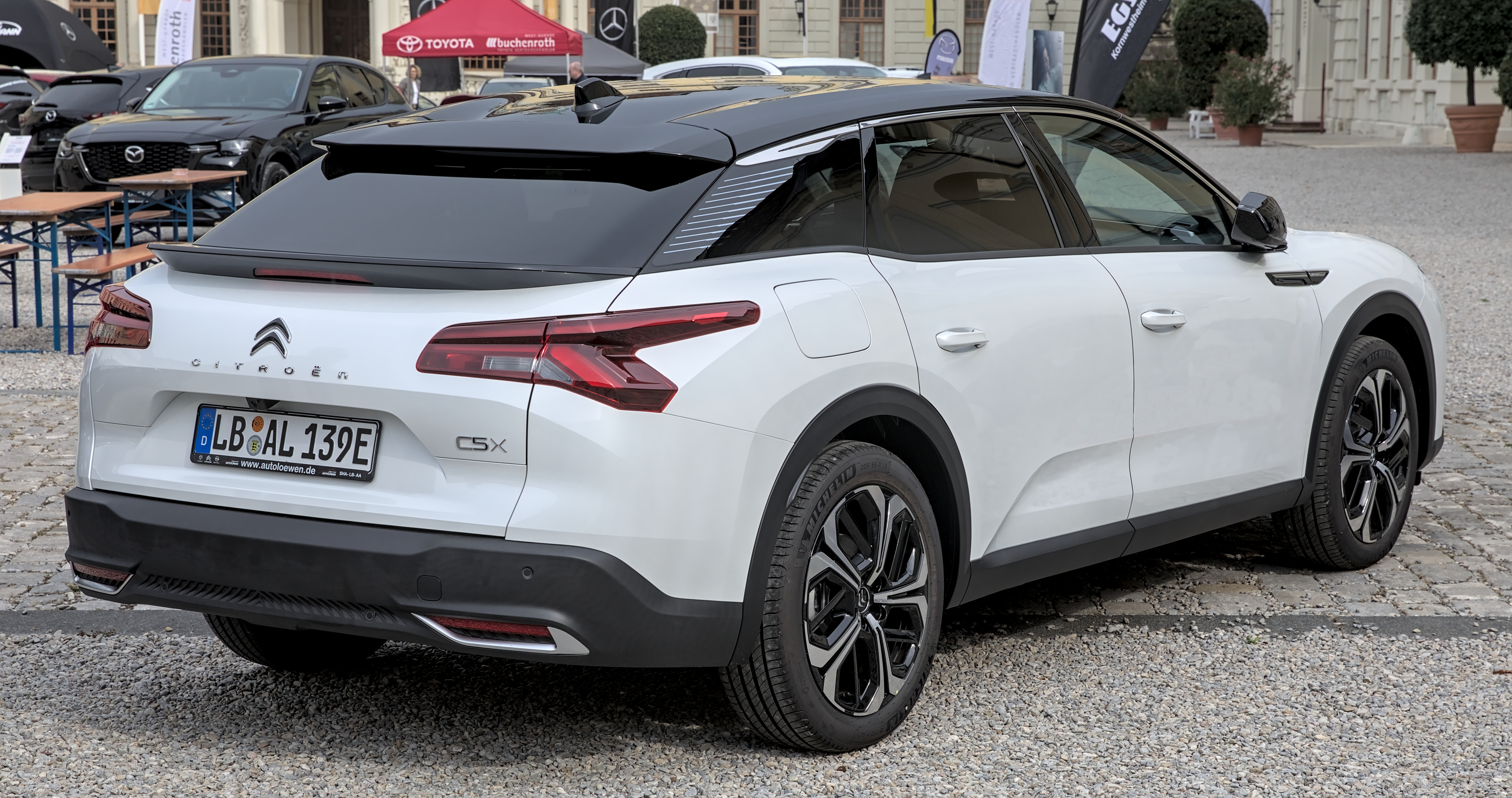
Вид сзади

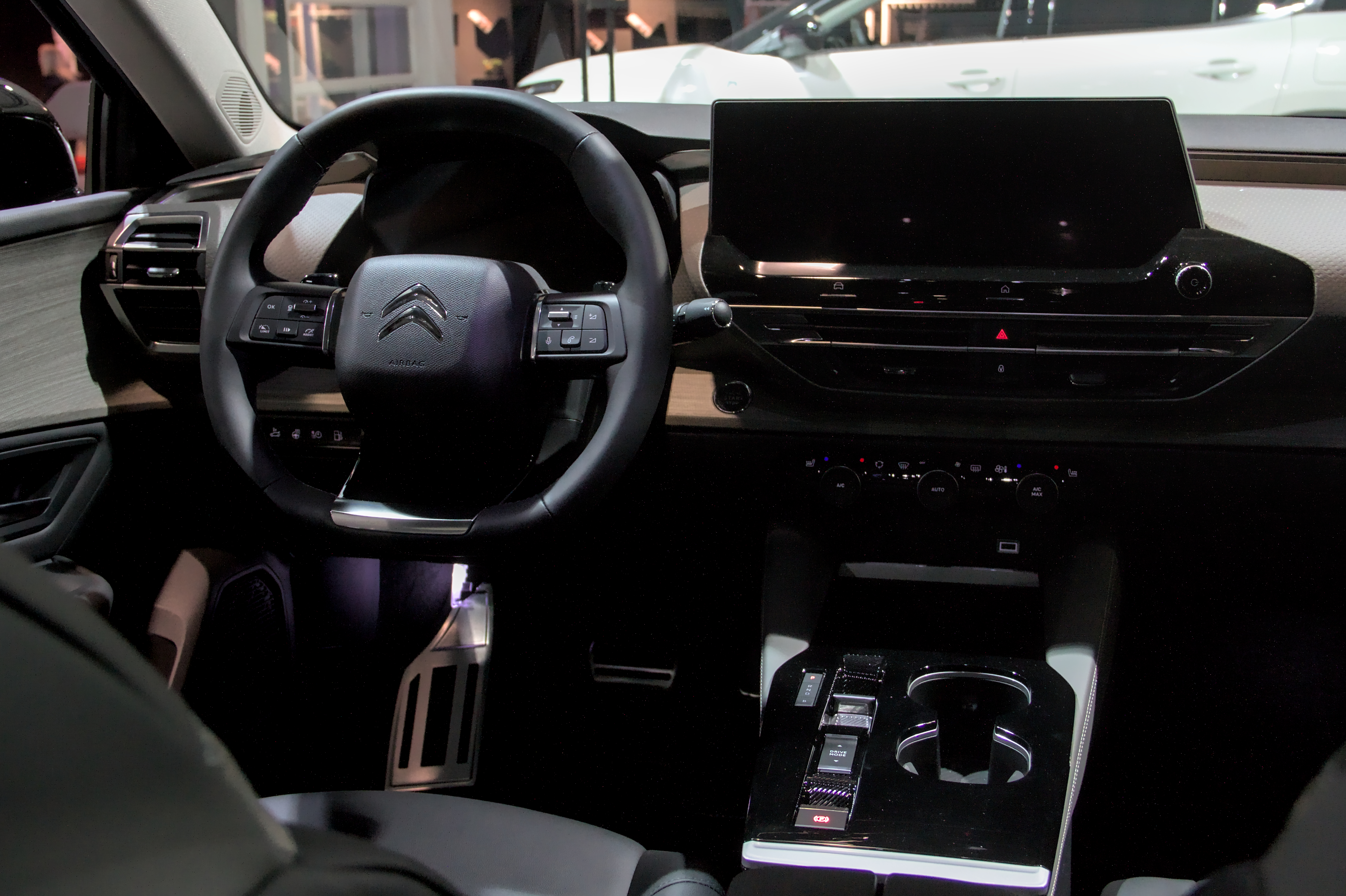
Интерьер

Название C5 ранее использовалось на седане Citroën C5. Модель, получила название C5 X, что означает «кроссовер», она выполнена в стиле универсала с увеличенным дорожным просветом. Это большой кроссовер-внедорожник для покупателей, которым нужен внедорожник или универсал. Автомобиль задуман как комбинация внедорожника, седана и универсала. Он доступен в виде подключаемого гибрида с использованием той же технологии, что и Peugeot 508. C5 X продается в Китае как Dongfeng Citroën Versailles C5 X, возрождая название Versailles, которое когда-то использовалось для Ford Versailles.
C5 X повторяет дизайн концепта CXperience 2016 года. Он примерно на 50 мм короче, примерно на 13 мм выше и примерно на 130 мм меньше ширины, чем CXperience. C5 X PHEV имеет 4 режима движения: электрический, гибридный, комфортный и спортивный, а пробег полностью на электрическом ходу составляет 63 километра. C5 X основан на EMP2 V3, который используется совместно с аналогичным Peugeot 408 и DS 4. Он поставляется в трёх комплектациях: Sense Plus — автомобиль начального уровня, Shine — автомобиль среднего уровня и Shine Plus — самая высококлассная из всех комплектаций.

## Особенности
| Версия                  | Двигатель             | Мощность                            | Крутящий момент         | Объём             | Максимальная скорость | Трансмиссия       | Разгон (0—60/100) | Компоновка        | Производство                     |
| Бензиновые модели       | Бензиновые модели     | Бензиновые модели                   | Бензиновые модели       | Бензиновые модели | Бензиновые модели     | Бензиновые модели | Бензиновые модели | Бензиновые модели | Бензиновые модели                |
| ----------------------- | --------------------- | ----------------------------------- | ----------------------- | ----------------- | --------------------- | ----------------- | ----------------- | ----------------- | -------------------------------- |
| 1.2 PureTech 130        | 1.2 L EB2DTS I3 turbo | 98 кВт (131 л. с.) при 5500 об/мин  | 230 Н·м при 1750 об/мин | 1199 см3          | 210 км/ч              | 8-скор. АКПП      | 11.3 сек.         | FWD               | 3 квартал 2021 — настоящее время |
| 1.6 PureTech 180        | 1.6 L EP6FDT I4 turbo | 135 кВт (181 л. с.) при 5500 об/мин | 300 Н·м при 1900 об/мин | 1598 см3          | 230 км/ч              | 8-скор. АКПП      | 8.8 сек.          | FWD               | 1 квартал 2022 — настоящее время |
| Гибридные модели        |                       |                                     |                         |                   |                       |                   |                   |                   |                                  |
| 1.6 PureTech 225 e-EAT8 | 1.6 L EB2DTS I4 turbo | 168 кВт (225 л. с.) при 6000 об/мин | 360 Н·м при 1750        | 1598 см3          | 233 км/ч              | 8-скор. АКПП      | 7.9 сек.          | FWD               | 3 квартал 2021 — настоящее время |

| Версия                  | Запас хода | Мощность           | Крутящий момент | Максимальная скорость | Аккумулятор              | Производство                     |
| ----------------------- | ---------- | ------------------ | --------------- | --------------------- | ------------------------ | -------------------------------- |
| 1.6 PureTech 225 e-EAT8 | 59—60 км   | 82 кВт (110 л. с.) | 320 Н·м         | 135 км/ч              | 12.4 кВт⋅ч, литий-ионный | 3 квартал 2021 — настоящее время |

## Безопасность

### Euro NCAP
C5 X в стандартной европейской комплектации получил 4 звезды Euro NCAP в 2022 году.